# Nguyễn Quốc Dũng (nhà ngoại giao)
Nguyễn Quốc Dũng là một chính khách, nhà ngoại giao chuyên nghiệp Việt Nam. Ông nguyên là Thứ trưởng Bộ Ngoại giao, Trưởng SOM ASEAN Việt Nam, Tổng Thư ký Ủy ban Quốc gia về chuẩn bị và thực hiện vai trò Chủ tịch ASEAN 2020. Hiện nay ông là Đại sứ đặc mệnh toàn quyền nước CHXHCN Việt Nam tại Hoa Kỳ.

## Tiểu sử và giáo dục
Ông Nguyễn Quốc Dũng sinh năm 1964 tại Hà Nội.
Ông có vợ và 02 con trai. Vợ ông là bà Trần Thị Bích Vân, Nguyên Phó Vụ trưởng Vụ Thông tin Báo chí, Nguyên Phó phát ngôn Bộ Ngoại giao Việt Nam.
Tốt nghiệp Cử nhân Quan hệ Quốc tế, Đại học Ngoại giao Việt Nam (nay là Học viện Ngoại giao) năm 1986.
Bồi dưỡng tiếng Nga, Đại học Tổng hợp Kiev, Ucraina (1986 – 1987).
Thạc sĩ Quan hệ Quốc tế, Đại học Birmingham, Vương quốc Anh (1993 – 1995).
Thông thạo tiếng Anh; giao tiếp bằng tiếng Nga, Pháp, Đức.

## Sự nghiệp
Với hơn 26 năm làm việc trong Ngành Ngoại giao, ông đã trải qua nhiều vị trí công tác khác nhau liên quan đến các lĩnh vực hội nhập quốc tế, ngoại giao song phương và đa phương, nghiên cứu kinh tế quốc tế, chính sách đối ngoại và công tác xây dựng Ngành.
Ông bắt đầu sự nghiệp ngoại giao từ tháng 3/1990 khi được phân công công tác tại Vụ Châu Âu 2 (nay là Vụ Châu Âu), Bộ Ngoại giao, và được cử đi công tác nhiệm kỳ tại Đại sứ quán Việt Nam tại Cộng hòa Liên bang Đức với cương vị Tùy viên rồi Bí thư thứ Ba (từ tháng 4/1996 – 5/1999).
Sau khi trở lại công tác tại Bộ Ngoại giao, ông được bổ nhiệm làm Phó Vụ trưởng Vụ Tổ chức Cán bộ (tháng 10/2002).
Từ tháng 8/2003 -3/2005, ông giữ chức Phó Vụ trưởng – Phó Chánh Văn phòng Bộ, Thư ký Bộ trưởng Ngoại giao.
Trong giai đoạn từ tháng 3/2005 – 8/2007, ông lần lượt giữ chức Quyền Vụ trưởng Vụ Tổ chức Cán bộ, Quyền Vụ trưởng rồi Vụ trưởng Ban Thư ký APEC Quốc gia 2006 và Vụ trưởng Nhóm Tư vấn Lãnh đạo Bộ.
Từ 2007 - 2011 ông là Đại sứ Đặc mệnh Toàn quyền Việt Nam tại Hungary, kiêm nhiệm Croatia, Bosnia và Herzegovina và Albania.
Từ 2011 đến 2015, ông giữ chức Vụ trưởng Vụ Tổng hợp Kinh tế.
Tháng 12/2015, ông được bầu làm Ủy viên Ban Cán sự Đảng Bộ Ngoại giao.
Trước đó, từ tháng 3/2015, ông đảm nhận cương vị Trợ lý Bộ trưởng Ngoại giao, Vụ trưởng Vụ Tổ chức Cán bộ, Phó Bí thư Đảng ủy Bộ Ngoại giao.
Tháng 8/2016, tại Quyết định số 1618/QĐ-TTg, Thủ tướng Nguyễn Xuân Phúc bổ nhiệm ông Nguyễn Quốc Dũng, Trợ lý Bộ trưởng Ngoại giao, Vụ trưởng Vụ Tổ chức Cán bộ giữ chức vụ Thứ trưởng Bộ Ngoại giao.
Năm 2019, ông Nguyễn Quốc Dũng được giao làm Tổng thư ký Ủy ban Quốc gia ASEAN 2020.
Tháng 1/2022, ông được Chủ tịch nước Nguyễn Xuân Phúc bổ nhiệm làm Đại sứ đặc mệnh toàn quyền nước CHXHCN Việt Nam tại Hoa Kỳ.

## Khen thưởng
Trong thời gian công tác trong Ngành Ngoại giao, ông Nguyễn Quốc Dũng đã được nhận nhiều phần thưởng như:
- Huân chương Lao động hạng Ba năm 2015 vì có thành tích xuất sắc trong công tác giai đoạn 2011 – 2014, góp phần vào sự nghiệp xây dựng Chủ nghĩa xã hội và bảo vệ Tổ quốc;
- Huân chương Lao động hạng Ba năm 2007 vì có thành tích xuất sắc trong công tác phục vụ Hội nghị APEC 2006, góp phần vào sự nghiệp xây dựng Chủ nghĩa xã hội và bảo vệ Tổ quốc;
- Bằng khen Thủ tướng Chính phủ năm 2005 vì có thành tích xuất sắc trong công tác, góp phần vào sự nghiệp xây dựng Chủ nghĩa xã hội và bảo vệ Tổ quốc;
- Bằng khen của Bộ trưởng Bộ Ngoại giao năm 2001, 2004, 2006, 2014 và 2016;
- Bằng khen của Bộ trưởng Bộ Thương mại năm 2006 vì có thành tích xuất sắc trong công tác tổ chức Hội nghị Bộ trưởng Thương mại APEC 2006;
- Liên tục nhiều năm là Chiến sĩ thi đua cấp Bộ và cấp cơ sở.